# Toc Toc (película de 2017)
Toc Toc: una comedia obsesivamente divertida es una película cómica española dirigida por Vicente Villanueva en 2017, producida por LAZONA y Atresmedia y distribuida por Warner Bros Pictures. Es una adaptación de la obra teatral homónima del comediógrafo francés Laurent Baffie.
Los protagonistas de la película son Rossy de Palma, Paco León, Alexandra Jiménez, Nuria Herrero, Adrián Lastra y Oscar Martínez. La banda sonora está compuesta por Antonio Escobar. La película contó con un presupuesto de 3.550.000 euros, superó el millón de espectadores y tuvo una taquilla de 6.115.287,59 euros (7,2 millones USD).

## Sinopsis
En la consulta de un psiquiatra están citadas varias personas con distintos trastornos obsesivo-compulsivos (síndrome de Tourette, ecolalia, síndrome de Diógenes, obsesión por el cálculo matemático, trastorno compulsivo de verificación, obsesiones con las líneas, obsesión con las bacterias, etc). Llega la hora de la consulta, y el doctor no aparece. Los pacientes ocupan el tiempo de espera lidiando con las peculiaridades de los demás. En el proceso, adquieren conciencia de sus propias obsesiones.

## Argumento
La apertura muestra a cinco personas que manifiestan trastornos obsesivo-compulsivos (TOC) de diversas maneras y una persona que tiene síndrome de Tourette. Blanca, que trabaja en un laboratorio de investigación, tiene fobia a los gérmenes y evita tocar personas o superficies. Si es inevitable, usa toallitas antibióticas o se lava las manos. Ana María tiene manía religiosa, con la compulsión de hacer la señal de la cruz o tocar una imagen de Jesús antes de salir de su casa. También tiene TOC revisando, revisando repetidamente el grifo, las llaves, la estufa, etc., antes de salir de casa. Emilio, un taxista, es un aritmomanía con compulsión de hacer cálculos, asustando a sus pasajeros con cálculos como el número de espermatozoides que un hombre expulsa a lo largo de su vida. También acumula basura para exasperación de su esposa. Otto, obsesionado con la simetría, reorganiza los objetos a su alrededor y evita pisar líneas y grietas. Lili tiene ecolalia y palilalia repitiendo frases que otros dicen además de las suyas propias. Federico tiene tics motores, copropraxia (gestos obscenos) y coprolalia, haciendo gestos obscenos y pronunciando frases vulgares.
Cada uno cree que tiene una cita para una sesión privada con el Doctor Palomero, un famoso psicólogo, pero llega y se encuentra con que otros tienen citas al mismo tiempo y que el médico se retrasa. Mientras están reunidos en la sala de espera  anticipando la llegada del médico, inevitablemente cada uno choca por las manifestaciones de TOC del los otros, pero tienen que aprender a tolerarse mutuamente. Blanca se queda sin toallitas antibióticas y constantemente se retira al baño para lavarse cuando alguien la roza o debe tocar un objeto que otra persona ha tocado. Blanca y Federico son los primeros en llegar, y ella se alarma cuando él le grita frases obscenas, creyendo que Frederico está a punto de agredirla. Emilio llega para intervenir y Frederico le explica su síndrome de Tourette, pero Emilio también se convierte en una molestia cuando se burla de Ana María, contando la excesiva cantidad de veces que ella debe santiguarse como reacción a las obscenidades de Frederico. Emilio también se irrita por la incesante repetición de Lili de todo lo que todos le dicen. Otto no anda sobre la alfombra con rayas sin colocar revistas bajo sus pies o trepar por encima de los muebles para evitar pisar las líneas. Otto (cuyo nombre es un palíndromo) encuentra fascinante la ecolalia de Lili, ya que apela a su pasión por la simetría.
A medida que el tiempo de espera se alarga, cada uno finalmente se da cuenta de que molestan a los demás tanto como los demás los irritan.  Comienzan a sugerirse mutuamente formas de lidiar con sus obsesiones y tolerar las peculiaridades de los demás. Mirando hacia atrás en la última hora, pueden citar ejemplos en los que cada uno de ellos ha olvidado brevemente sus límites de TOC para responder a una “crisis”, como cuando Blanca tocó a Ana María para aflojarle la ropa cuando ella hiperventiló y Blanca no se lavó las manos inmediatamente.
Cuando la recepcionista les informa que el vuelo retrasado del médico ha aterrizado pero que tardará aproximadamente media hora en llegar desde el aeropuerto, deciden no esperarlo, ya que básicamente han creado su propia sesión de terapia de grupo. Todos los pacientes sienten que han superado brevemente sus compulsiones al no fijarse en sí mismos y que pueden aprovechar ese éxito. Acuerdan reunirse una vez por semana por su cuenta para seguir trabajando juntos. Lili y Otto deciden seguir conociéndose esa noche. Ana María invita a Frederico a cenar la próxima semana; él acepta su invitación. Emilio les ofrece a cada uno llevarlos de regreso a casa en su taxi (donde descubre que ha dejado su último pasajero encerrado en el taxi todo el tiempo), pero Frederico se niega, diciendo que vive cerca y caminará a casa.
Frederico regresa a la oficina, donde le informa a la recepcionista que ha hecho un buen trabajo manteniendo el engaño y le ofrece el trabajo de recepcionista de forma permanente. Ella le asegura que ya tiene agendada la sesión para la próxima semana con un nuevo grupo de pacientes. Frederico es el Doctor Palomero, que utiliza el truco pro bono como una forma de camuflar su síndrome de Tourette mientras organiza a pacientes con TOC en grupos de terapia autosuficientes. Mientras avanzan los créditos se ve que cada uno de los pacientes progresa manejando su TOC mejor que antes.

## Reparto y personajes
- Paco León como Emilio, obsesión por calcular, aritmomaníaco y síndrome de Diógenes.
- Alexandra Jiménez como Blanca, obsesionada con los gérmenes y las bacterias.
- Rossy de Palma como Ana María Virginia Galindo de la Mata, trastorno compulsivo de verificación.
- Nuria Herrero como Liliana «Lili», repite dos veces todas las frases.
- Adrián Lastra como Manolo «Otto», trastrorno de orden simétrico.
- Oscar Martínez como Federico, síndrome de Tourette.
- Inma Cuevas como Tiffany, recepcionista del centro.
- Carolina Lapausa como Rocío, mujer de Emilio.
- Ana Rujas como Natalia, exnovia de Otto.
- Nuevos pacientes de grupo (cameo):
  - Verónica Forqué
  - Miguel Rellán
  - Bárbara Santa-Cruz
  - Daniel Grao
  - Arturo Valls
  - Marta Hazas